# Klarinetconcert
Een klarinetconcert is een concerto geschreven voor de klarinet begeleid door een orkest.

## Lijst van klarinetconcerten
- Kalevi Aho
  - Klarinetconcert (Aho)
- Benjamin Britten
  - Klarinetconcert (Britten) (onvoltooid)
- Aaron Copland
  - Klarinetconcert (Copland)
- John Corigliano
  - Klarinetconcert (Corigliano)
- Gerald Finzi
  - Klarinetconcert (Finzi)
- Alun Hoddinott
  - Klarinetconcert nr. 1 (Hoddinott)
- Johann Nepomuk Hummel
  - Klarinetconcert Nr. 2 es-dur, op. 74
- Lars Karlsson
  - Klarinetconcert (Karlsson)
- David Maslanka
  - Desert Roads
- Wolfgang Amadeus Mozart
  - Klarinetconcert (Mozart)
- Thea Musgrave
  - Klarinetconcert (Musgrave)
- Carl Nielsen
  - Klarinetconcert (Nielsen)
- Kai Nieminen
  - Through Shadows I Can Hear Ancient Voices
- Kees Vlak
  - Concerto for Bass Clarinet
- Louis Spohr
  - Klarinetconcert nr. 1 (Spohr)
  - Klarinetconcert nr. 2 (Spohr)
  - Klarinetconcert nr. 3 (Spohr)
  - Klarinetconcert nr. 4 (Spohr)
- Carl Maria von Weber
  - Klarinetconcert nr. 1 (Weber)
  - Klarinetconcert nr. 2 (Weber)
- Mieczysław Weinberg
  - Klarinetconcert (Weinberg)
- John Williams
  - Klarinetconcert (Williams)